# Tamara Gatjetjiladze
Tamara "Tako" Gatjetjiladze (georgiska: თაკო გაჩეჩილაძე, T'ak'o Gatj'etj'iladze) född 17 mars 1983 i Tbilisi, är en georgisk sångerska. Gatjetjiladze var sångare i musikgruppen Stephane & 3G, som diskvalificerades från Eurovision Song Contest 2009. I januari 2017 vann hon den georgiska uttagningen till Eurovision Song Contest 2017 med låten "Keep the Faith" och hon fick representera Georgien i tävlingen som hölls i Kiev i Ukraina.

## Karriär
I inledningen av sin karriär vad Gatjetjiladze en del av den georgiska tjejgruppen 3G som utöver henne själv bestod av Qristine Imedadze och Nini Badurasjvili. Sedan 2010 har hon framträtt på egen hand som soloartist.
Tako Gatjetjiladze deltog i den georgiska uttagningen till Eurovision Song Contest som soloartist för första gången år 2008, med låten "Me And My Funky Song". Med låten slutade hon på tionde plats i finalen, med 0,9% av folkets röster. Hon var även i samma final medlem i gruppen 3G, som slutade på fjärde plats i finalen. Året därpå deltog hon igen, som medlem i gruppen Stephane & 3G. De vann den nationella finalen med sitt bidrag, "We Don't Wanna Put In". De blev dock senare diskvalificerade från tävlan eftersom man ansåg att låten hade ett politiskt budskap, vilket är förbjudet enligt tävlingens regler. Under våren 2011 skulle Gatjetjiladze för tredje gången ha deltagit i Georgiens nationella uttagning, denna gång som soloartist med låten "It's OK". Georgiska GPB meddelade dock den 18 februari att hon inte kom att deltaga på grund av hälsoproblem.
År 2012 släppte Gatjetjiladze en ny singel, "Sjentan minda". Låten är skriven och framförd på georgiska och på nyårsafton 2011 framförde hon låten vid ett arrangemang vid Mardzjanasjvilitorget i Tbilisi.
I januari 2017 ställde hon återigen upp i den georgiska uttagningen till Eurovision, denna gång med låten "Keep the Faith" som hon skrev och komponerade själv. I finalen fick hon flest poäng av juryn och näst flest poäng av tittarna vilket gav henne segern med 122 poäng. Hon vann före Nutsa Buzaladze som fick 107 poäng.